# Timberlake (Ohio)
Timberlake es una villa ubicada en el condado de Lake en el estado estadounidense de Ohio. En el Censo de 2010 tenía una población de 675 habitantes y una densidad poblacional de 1.235,16 personas por km².

## Geografía
Timberlake se encuentra ubicada en las coordenadas 41°39′56″N 81°26′34″O / 41.66556, -81.44278. Según la Oficina del Censo de los Estados Unidos, Timberlake tiene una superficie total de 0.55 km², de la cual 0.55 km² corresponden a tierra firme y (0%) 0 km² es agua.

## Demografía
Según el censo de 2010, había 675 personas residiendo en Timberlake. La densidad de población era de 1.235,16 hab./km². De los 675 habitantes, Timberlake estaba compuesto por el 96.3% blancos, el 0.59% eran afroamericanos, el 0.59% eran amerindios, el 0.59% eran asiáticos, el 0% eran isleños del Pacífico, el 1.19% eran de otras razas y el 0.74% pertenecían a dos o más razas. Del total de la población el 2.37% eran hispanos o latinos de cualquier raza.